# Cursor AI
Cursor AI — проприетарная интегрированная среда разработки Visual Studio Code, использующая технологии искусственного интеллекта для повышения продуктивности программирования, работающая для Windows, MacOS и Linux. Приложение анализирует исходный код проекта, стиль разработки и контекст текущей работы, после чего предлагает автоматизированные решения для написания, проверки и рефакторинга кода. Программа разработанная Anysphere Inc — лабораторией прикладных исследований, занимающейся созданием систем искусственного интеллекта.

## Функции
Cursor предлагает широкий спектр функций, используя крупные языковые модели для манипулирования текстом с помощью функций автозаполнения и чат-запросов. Поскольку это разветвление Visual Studio Code, существующие расширения и настройки могут быть легко интегрированы в рабочий процесс пользователя:
- Анализирует контекст проекта и предлагает не только завершение строки, но и многострочные изменения с учётом последних правок;[2]
- Преобразует запросы на английском языке в корректные shell-команды, избавляя от необходимости искать синтаксис в документации;[2]
- Понимает, в каком файле и на какой позиции курсор, отвечая на вопросы по конкретному фрагменту кода и одним кликом внедряет предложенные правки;[2]
- Создание многофайловых проектов и каркасов приложений по простым командам (Command + I / Ctrl + I), включая интеграцию API;[3]
- Конвертация макетов пользовательского интерфейса или системных диаграмм в рабочие компоненты проекта;[3]
- Выявляет синтаксические и логические баги, предлагает правки на основе моделей GPT-4 и ускоряет отладку;[4]
- Автоматизирует упрощение сложных функций, удаление дублирующегося кода и выстраивание лучших практик.[4]

## История
Anysphere Inc была основана в 2022 году Салехом Асифом, Арвидом Луннемарком, Аманом Сангером и Майклом Труэллом — четырьмя друзьями, которые познакомились во время учёбы в Массачусетском технологическом институте. В 2023 году они запустили Cursor и позже в том же году привлекли $8 миллионов в раунде посевного финансирования, который возглавил фонд OpenAI. В августе 2024 года Anysphere привлекла $60 миллионов в рамках раунда финансирования серии A, который возглавила компания Andreessen Horowitz, при этом оценка компании достигла $400 миллионов. В ноябре 2024 года Anysphere объявила о приобретении помощника для программирования на базе ИИ под названием Supermaven. В январе 2025 года Thrive Capital и Andreessen Horowitz возглавили раунд финансирования серии B. Anysphere привлекла $105 миллионов в этом раунде, при этом оценка компании достигла $2,5 миллиарда.
В апреле 2025 года в Cursor произошёл сбой, повлиявший на возможность использовать программное обеспечение на нескольких устройствах одновременно. Однако электронное письмо службы поддержки Cursor, сгенерированное ИИ, сгенерировало ложную информацию о якобы существующей политике, запрещающей использование одной подписки на нескольких устройствах по соображениям безопасности, и ошибочно заявило, что для каждого устройства требуется отдельная подписка. На фоне критики этой "политики" на Reddit представитель Anysphere выступил с опровержением, пояснив, что такой политики не существует и что это была ошибочная реакция «бота поддержки на основе ИИ».

## Сравнение с другими редакторами кода
По сравнению с другими редакторами кода, основанными на искусственном интеллекте, такими как GitHub Copilot, Cursor предлагает глубокую интеграцию в свою автономную среду, предоставляя расширенные возможности настройки. Хотя оба инструмента направлены на повышение эффективности кодирования, выбор между ними может зависеть от индивидуальных предпочтений в отношении интеграции и рабочего процесса.